# Tygr indický
Tygr indický, také zvaný tygr bengálský, je regionální formou poddruhu tygra Panthera tigris tigris. V roce 2015 byla zpochybněna platnost většiny poddruhů tygra. Poddruhy tygr čínský, indočínský, malajský a ussurijský byly označeny za regionální formy Panthera tigris tigris. Následné analýzy celého genomu tygra ale znovu podpořily platnost poddruhu tygr ussurijský. Vzhledem těmto výsledkům je taxonomie tygra znovu přezkoumávána komisí IUCN. Tygr indický obývá indický subkontinent a spolu s tygrem ussurijským je největší a nejmohutnější známou kočkovitou šelmou.

## Popis
Hmotnost velkých dospělých samců se pohybuje většinou kolem 200–220 kg, vzácně až 260 kg. Samice váží většinou 100–130 kg, zřídka až 160 kg. Celková délka v přímé linii (včetně ocasu) dosahuje u velkých samců většinou 275–290 cm, vzácně až 305 cm. Celková délka samic činí 240–265 cm. Slavný samec „Bachelor of Powalgarh“ zastřelený Jimem Corbetem v roce 1930 na území Kumaónu (severní Indie) měřil 322,5 cm. Jde o délku měřenou podél křivek těla, takže odpovídající délka  měření v přímé linii je asi 307 až 310 cm. V letech 1973 až 1980 bylo v národním parku Čitvan v Nepálu odchyceno 7 dospělých samců s průměrnou hmotností 235 kg (nejtěžší tygr vážil 261 kg). V těchto případech nebylo ale uvedeno, zda měli odchycení tygři plné žaludky, což je pravděpodobné u použité techniky odchytu a použití návnady. Nejmenší zaznamenané hmotnosti indických tygrů pocházejí z mangrovových lesů v Sundarbans, kde dospělé samice váží jen 75 až 80 kg.
Celková délka lebek samců indických tygrů se pohybuje většinou od 329 do 378 mm. Lebka samic je výrazně menší s celkovou délkou mezi 275 a 311 mm.
Základní zbarvení je dosti variabilní, nejčastěji však matně naoranžovělé až lehce narudle-okrově plavé. Příčné pruhy jsou prakticky všude na těle zcela černé a nepříliš husté.

## Výskyt
Tygr indický obývá Indii, Bangladéš, Nepál, Bhútán a Myanmar. Jedná se o lesní šelmu. K životu potřebuje velké území člověkem nedotčené krajiny. Jedna samice potřebuje v minimálně 25 km2. Podle odhadu z roku 2008 se vyskytovalo ve volné přírodě 1790 až 2760 jedinců (v Indii 1170-1660, v Bangladéši 300-500, v Nepálu  100-370, v Bhútánu 70-80 a v Myanmaru 150). I přes relativně vyšší počet indických tygrů je tento podruh tygra ohrožen příbuzenským křížením více než ostatní poddruhy nebo populace kvůli fragmentaci přirozeného prostředí.
Na počátku 20. století byli tygři v Indii běžní. Britové a privilegovaní mahárádžové tygry intenzivně lovili. Historik Mahesh Rangarajan uvádí, že mezi roky 1875 a 1925 bylo uloveno přes 80 000 tygrů. Příchodem terénních džípů během druhé světové války a šířením zbraní po získání nezávislosti v roce 1947 přestal být lov sportem jen pro bohaté lidi, což mělo pro indickou divokou zvěř ničivé důsledky. V roce 1972 byl v Indii schválen zákon o ochraně přírody a lov tygrů byl zakázán. Schválení zákona umožnila indická politická vůdkyně, Indira Gandhi, která měla hluboký zájem o divokou přírodu. Dne 1. dubna 1973 byl  Národním parku Jima Corbetta zahájen Projekt tygr, jeden z nejznámějších ochranářských projektů v moderní době. Do roku 1984 se Projekt tygr rozšířil do dalších 14 národních parků.

## Potrava a způsob lovu
Tygři loví především za soumraku a úsvitu, tedy v době kdy je také jejich kořist nejaktivnější. Tygři se obvykle setkávají s potenciální kořistí při pravidelných obchůzkách svého domovského areálu.
Přirozenou potravou tygra jsou kopytníci středních až velkých rozměrů. K potravě indického tygra patří divoká prasata, jeleni (sambar, axis, barasinga), buvol indický, gaur, ale i někteří primáti, jako hulmani a languři, a jiná menší zvířata. Tygr má velmi rád vodu. Proto nepřekvapí, že loví také ryby a výjimečně i krokodýly.

## Rozmnožování

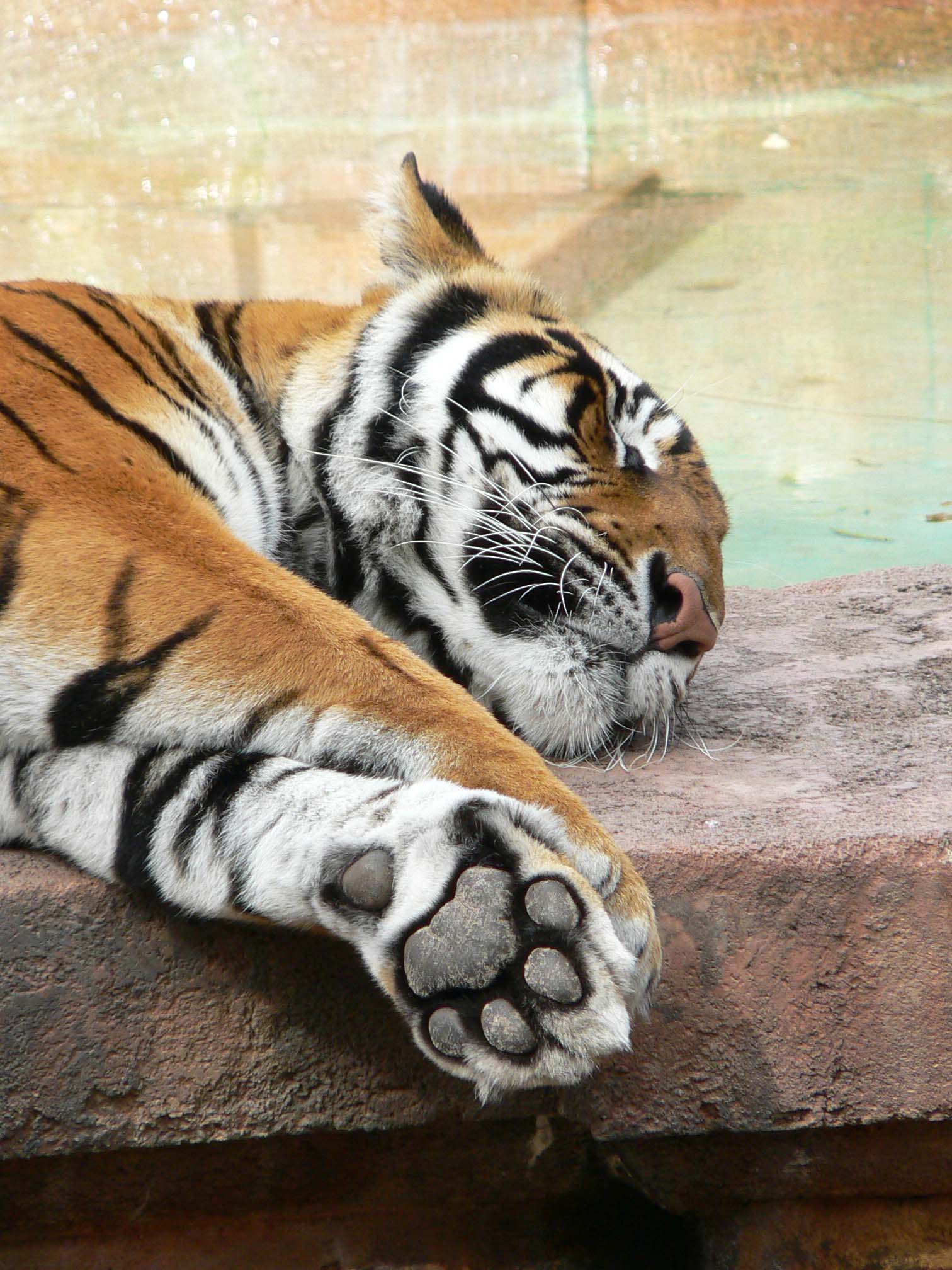
Detail tygří tlapy

K páření dochází během celého roku, nejčastěji však od konce listopadu do dubna. Tygřice přichází do říje v intervalech zhruba 3 až 9 týdnů a k páření je svolná asi 3 až 6 dní. Tygřice je březí v průměru 104 až 106 dní. Obvykle se narodí 2 nebo 3 mláďata. Samice kojí mláďata 3 až 6 měsíců, menší kousky masité potravy přijímají od věku 2 měsíců. Skutečného lovu se začínají účastnit ve věku 5 až 6 měsíců.

## Bílý tygr

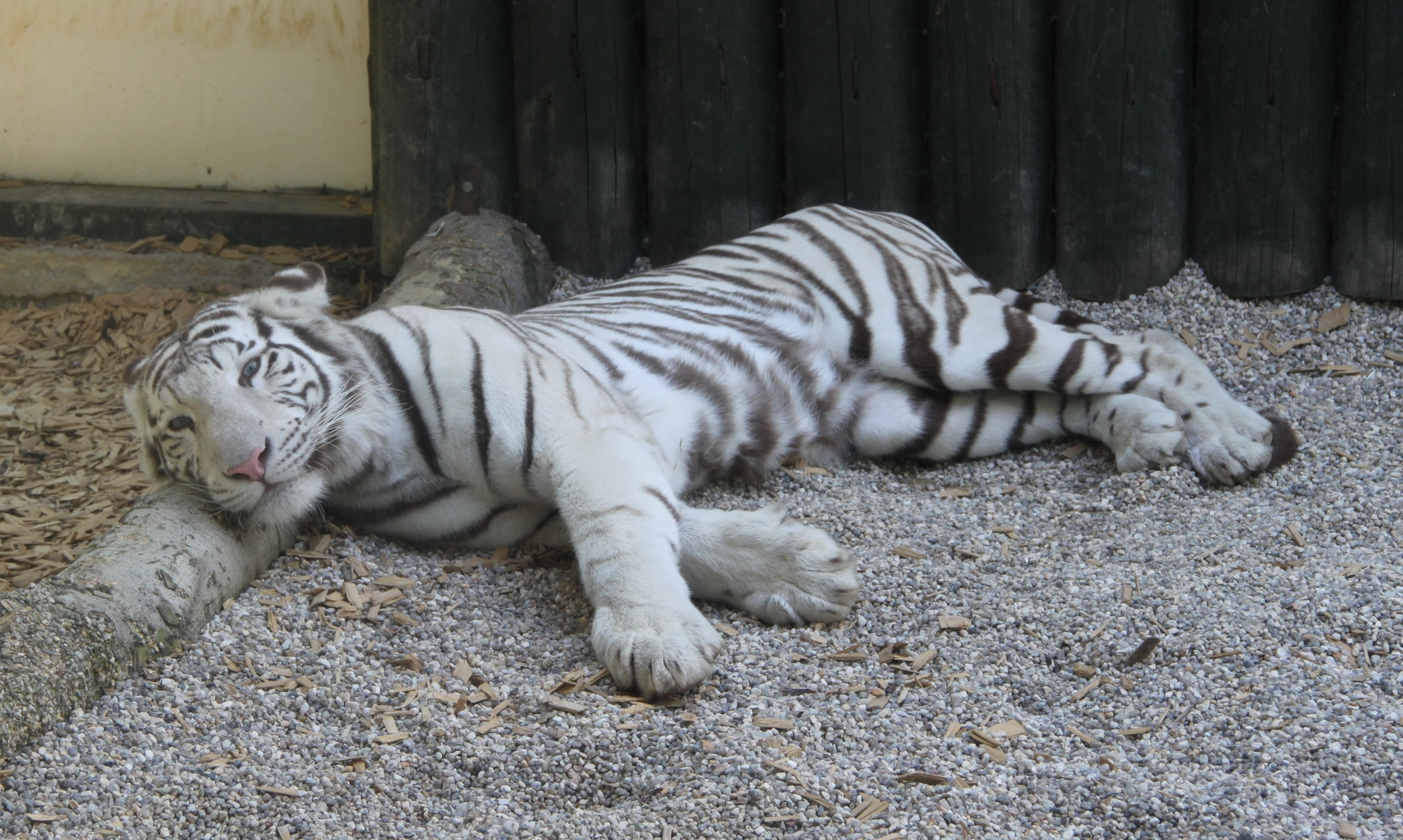
Bílý tygr v ZOO Liberec

Bílí tygři jsou uměle vyšlechtěnou formou tygra indického.V roce 1951 lovci v přírodě odchytili světle zbarvené mládě tygra, samečka Mohana, který se dostal do soukromé sbírky mahárádži z Révy. Mahárádžovi se zalíbilo světlé zbarvení srsti, a tak se rozhodl vyšlechtit bílého tygra. V dospělosti zplodil Mohan několik mláďat s nepříbuznou klasicky zbarvenou samicí Begum. Někteří jejich potomci měli světleji zbarvenou srst. Jedním z nich byla tygřice Radha, se kterou Mohan zplodil čtyři bílá mláďata. Tak započal chov této šelmy, která se vyskytuje pouze v chovech v lidské péči, nikoliv ve volné přírodě. Potomci Mohana pak putovali v 60. letech do Evropy i za oceán do dalších institucí, zoologických zahrad a soukromých chovů.
Bílé zbarvení srsti je znakem částečného albinismu, který značí nedostatek barviva. Od pravých albínů se liší modrým zbarvením očí. Čenich, oční víčka a polštářky tlap jsou načervenalé nikoliv růžové. Pruhy jsou hnědé až tmavě šedé. Existují i téměř zcela bílí tygři se slabými až téměř neexistujícími úzkými pruhy na trupu a světle hnědými kroužky na ocase. Sněhově bílá srst je způsobena další genetickou mutací, tedy přítomností dalšího recesivního genu.
V ČR je chová Zoo Liberec, Zoo Dvorec a Ringelland v Záhoří nad Labem. Na Slovensku bíle tygry chová Zoo Bratislava a Zoo Košice.

## Zajímavosti
- Za jednu noc je tygr schopen zkonzumovat více než 30 kg masa.[18]
- Řev tygra je možné slyšet až na vzdálenost 3 kilometrů[9]
- Indická železnice využívá zvuky vrčících tygrů a bzučících včel k odstrašení slonů.[19]

## Galerie

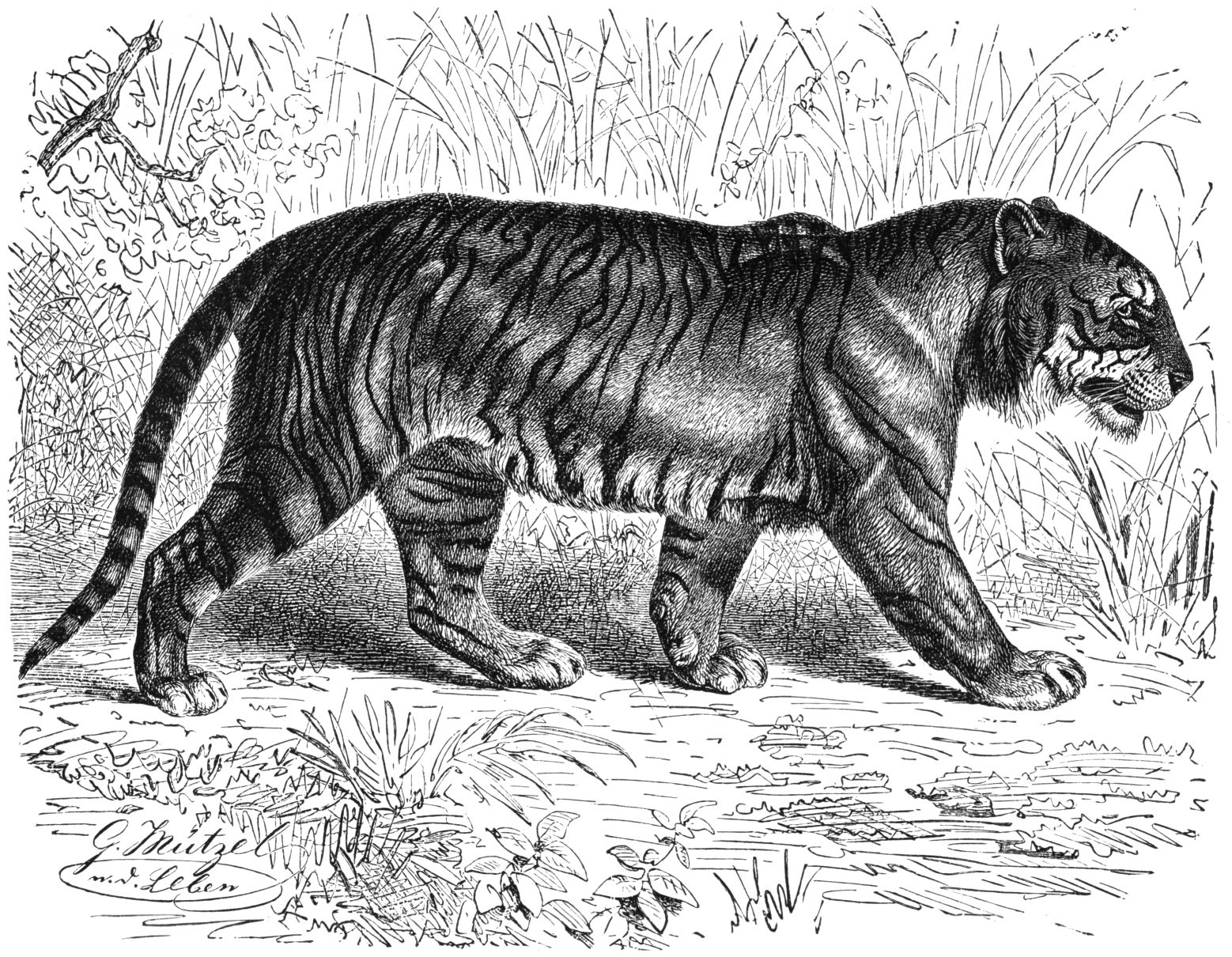
Kresba indického tygra
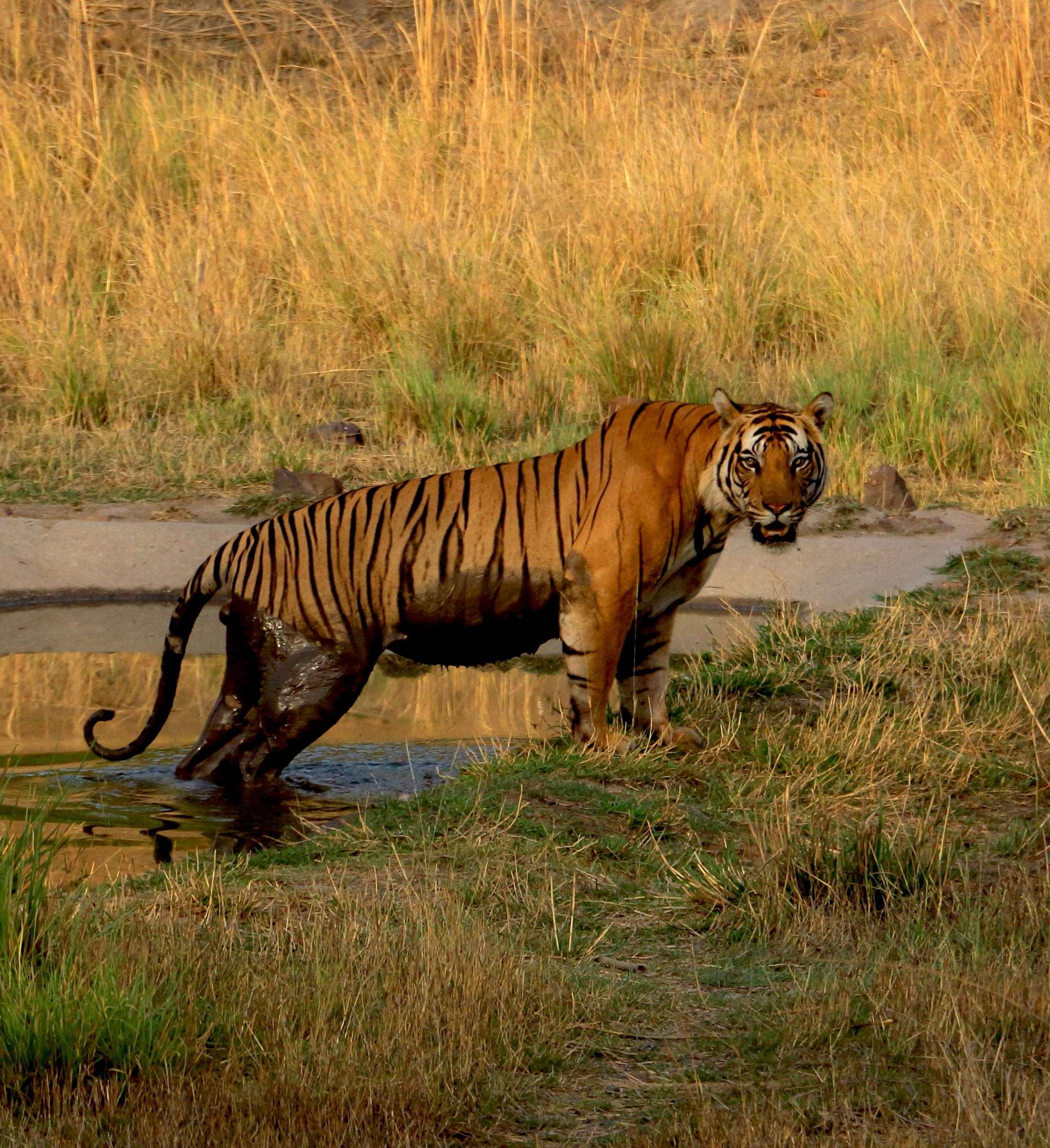
Tygři se v parném dnu rádi zchladí (NP Bandhavgarh)
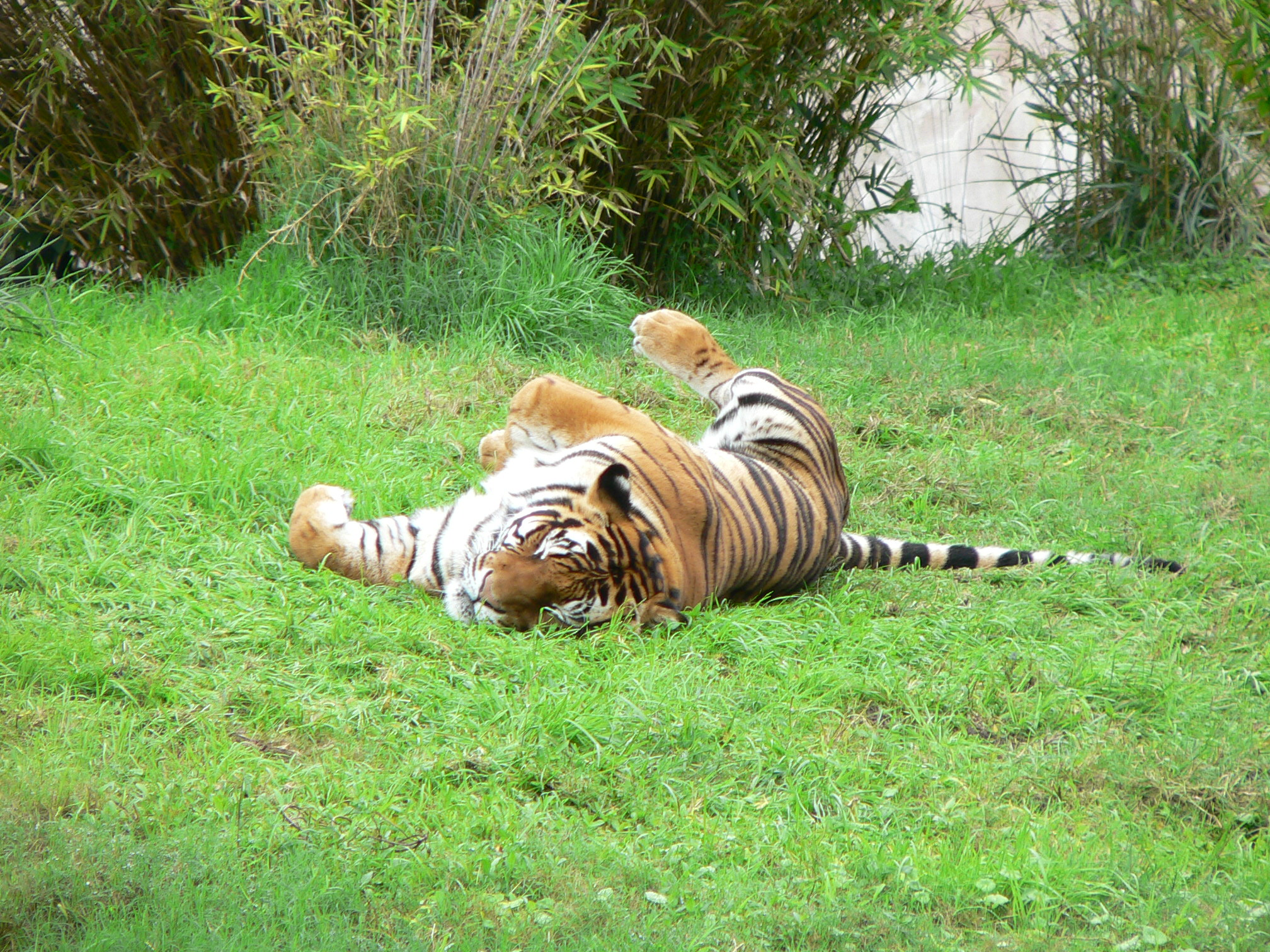
Odpočívající tygr indický
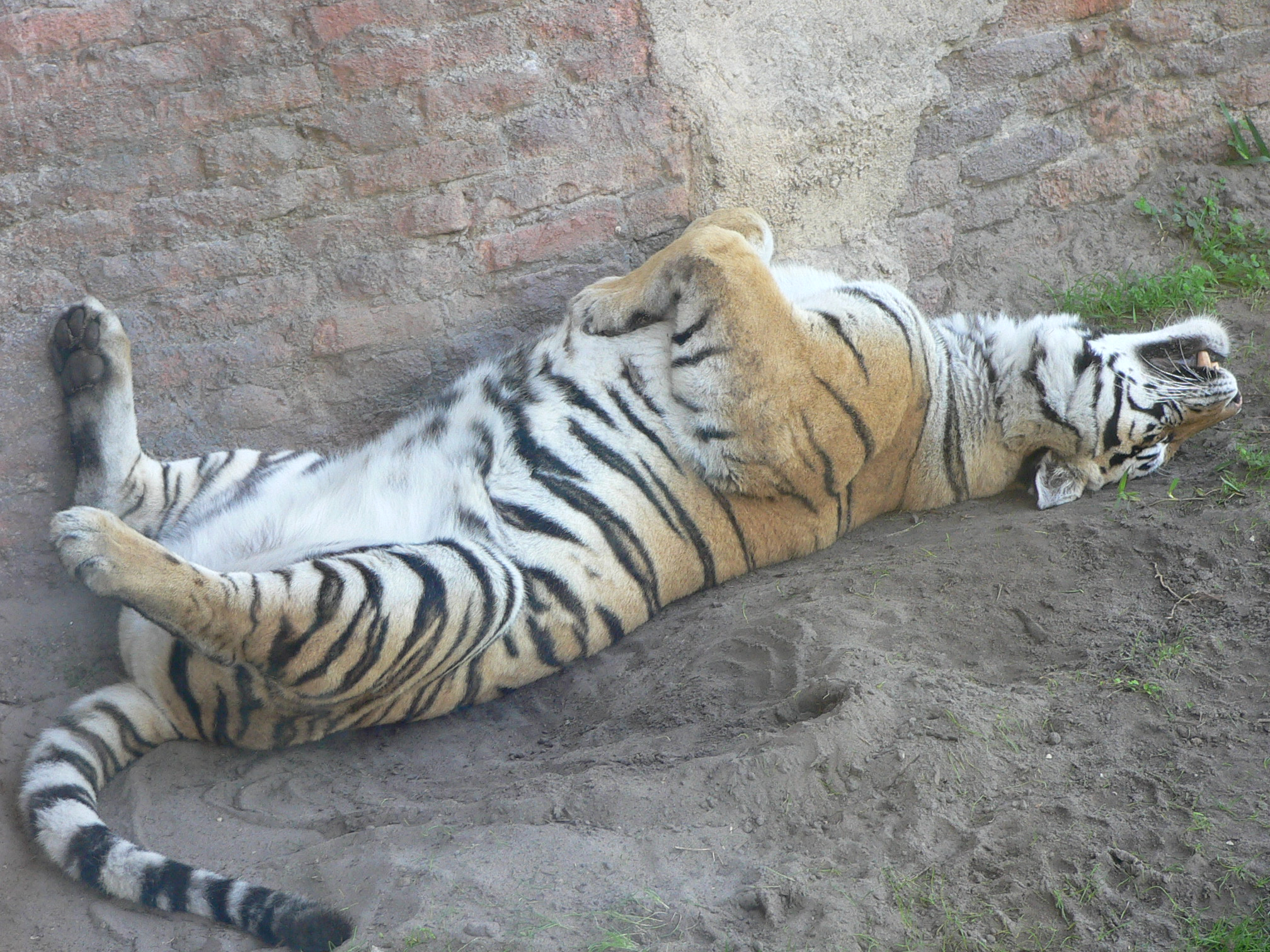
Tygr indický ležící na zádech
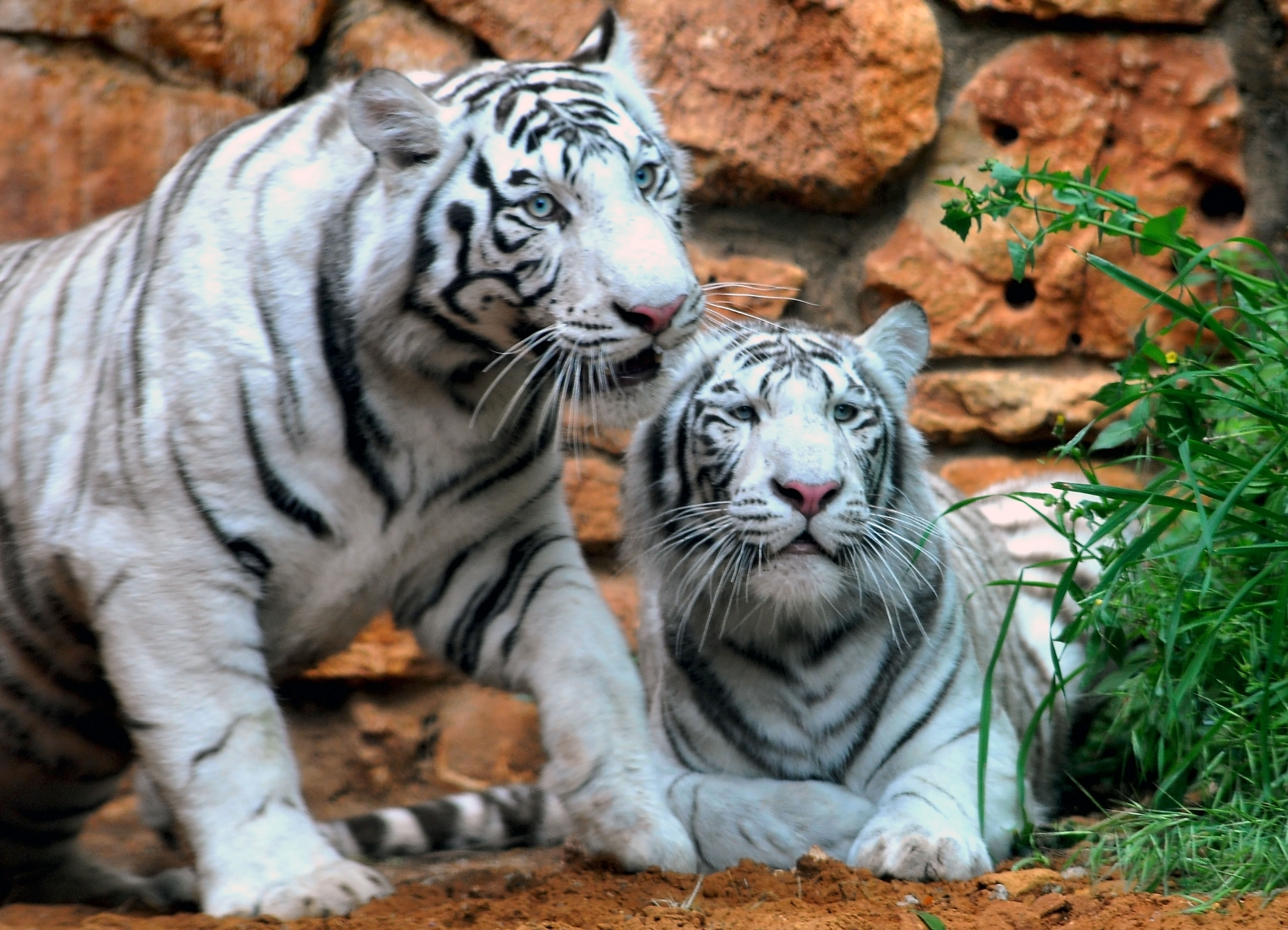
Pár bílých tygrů v Haifské zoologické zahradě
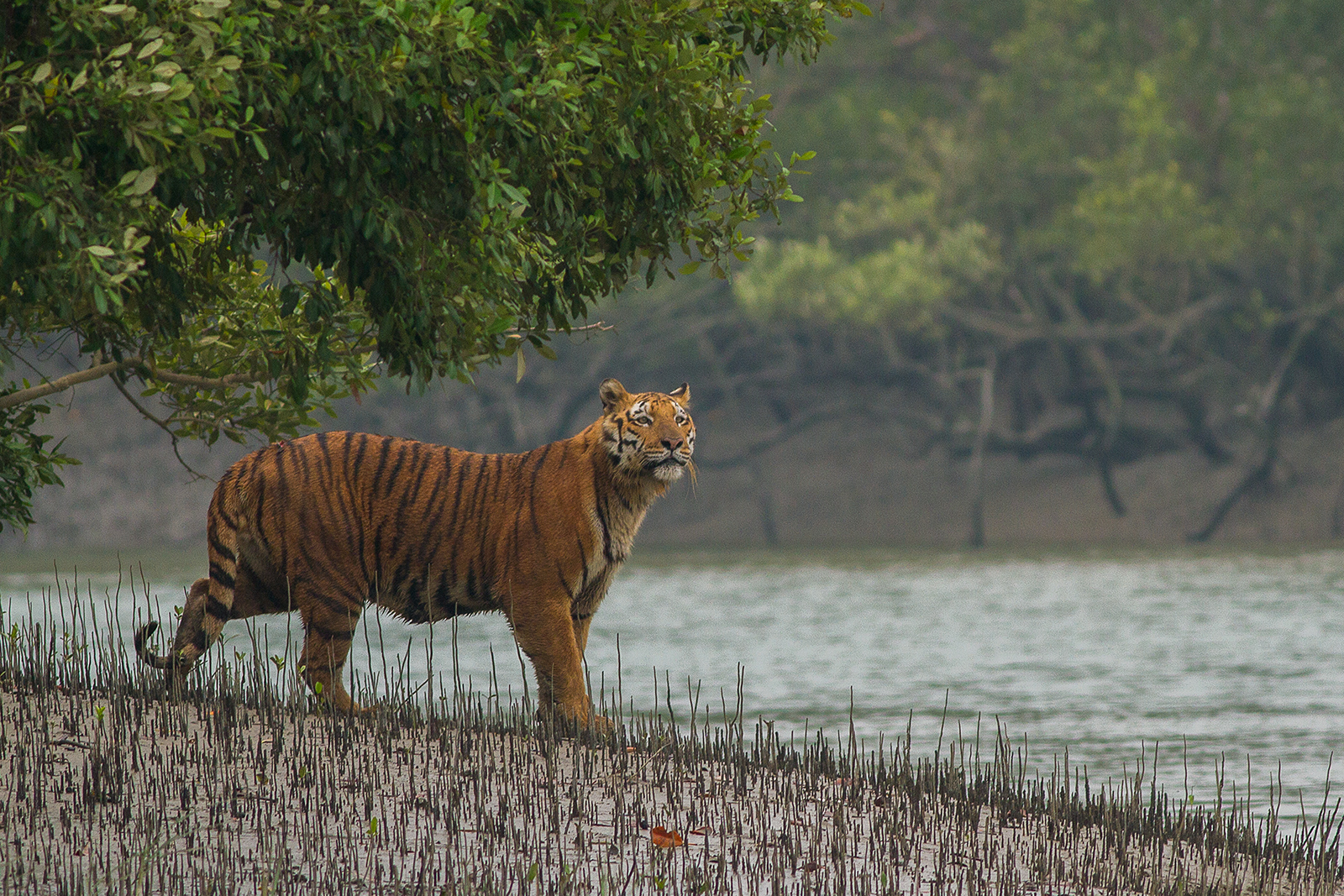
Nedospělý samec v pobřežní oblasti Sundarbands
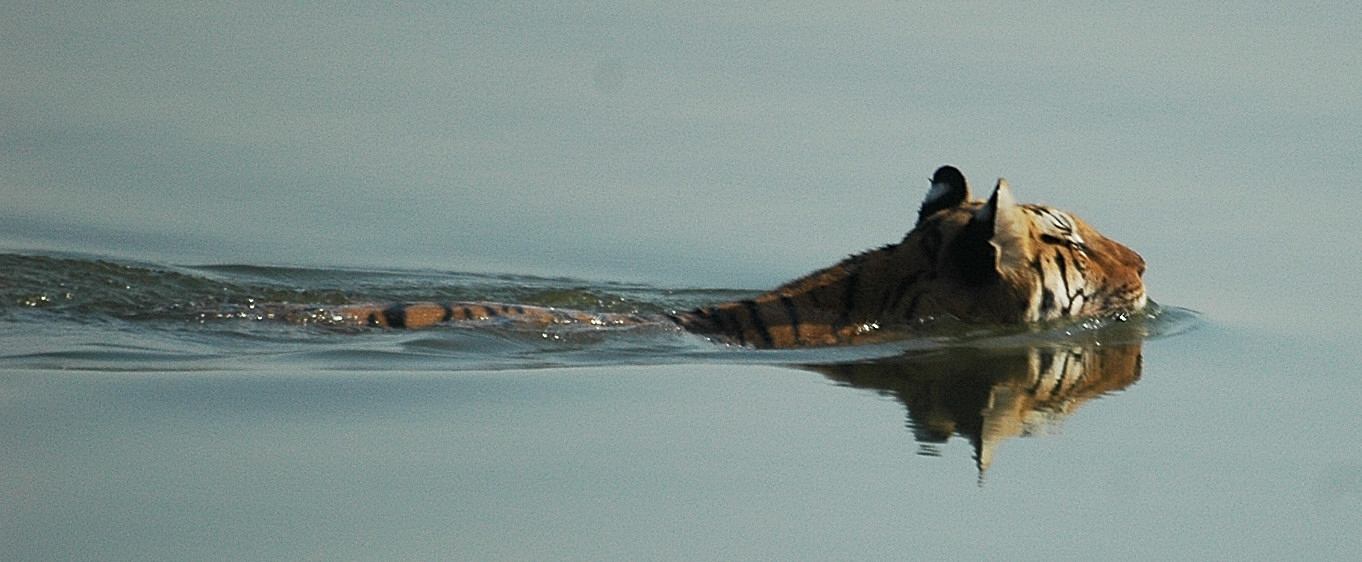
Tygři jsou spolu s jaguáry nejlepšími plavci mezi velkými kočkami
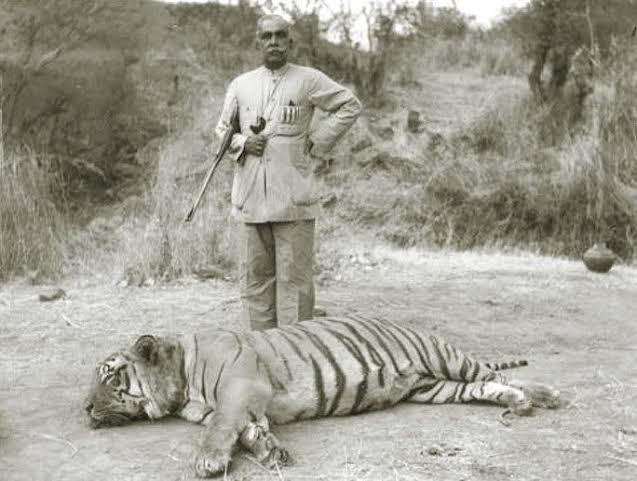
Lov na tygry byl oblíbenou zábavou vyšších vrstev v 19. a 1. polovině 20. století